# Turó de Noé
El Turó de Noé és una muntanya de 305 metres que es troba al municipi de Sant Iscle de Vallalta, a la comarca del Maresme.